# Pterois lunulata
Pterois lunulata è un pesce d'acqua salata appartenente alla famiglia Scorpaenidae.

## Distribuzione e habitat
Questa specie è diffusa nelle barriere coralline di golfi, baie e atolli dell'Indo-Pacifico, dalle isole Mauritius al Giappone meridionale.

## Descrizione
La forma è tipica del genere Pterois: testa relativamente piccola e appuntita, alcune escrescenze carnose sopra gli occhi sporgenti e ai lati della bocca. Profilo dorsale piuttosto arcuato, ventre meno pronunciato. Il corpo si restringe verso il peduncolo caudale, che precede una coda ovaloide.
I primi 12-13 raggi della pinna dorsale e di quella anale, molto allungati, sono in realtà aculei veleniferi, ben eretti dal pesce quando è in situazione di pericolo. Presenta delle pinne pettorali tondeggianti di grandi dimensioni (2/3 della lunghezza totale; tutta l'altezza del pesce) con 13 raggi-aculei allungati e ricurvi. Una membrana di pelle unisce i raggi delle pettorali fino alla metà delle pinne.
La livrea presenta un fondo bianco, fittamente solcato da linee verticali bruno-rossastre più o meno spesse, che all'altezza dell'occhio diventano oblique. Le pinne con aculei sono bianche lineate di bruno, le altre sono trasparenti con raggi biancastri.
Raggiunge una lunghezza di 35 cm.
È confondibile con il congenere Pterois russellii.

## Alimentazione
P. lunulata si nutre di crostacei e piccoli pesci.

## Puntura velenosa
Come tutte le altre specie del genere Pterois, anche P. lunulata possiede aculei velenosi sulla pinna dorsale e sulle pettorali.
Il primo e più importante trattamento dopo un'accidentale puntura è l'immersione della parte colpita in acqua calda (circa 45 °C), perché riduce il dolore inattivando la tossina, che è termolabile.

## Acquariofilia
Nonostante la pericolosità e la puntura dolorosa, questa specie è piuttosto ambita dagli acquariofili specializzati in acquari marini.